# Matthaeus von Wesenbeck

Matthaeus von Wesenbeck Porträt von Anselm van Hulle

Matthaeus von Wesenbeck (* 11. August 1600 in Bremen; † 24. April 1659 ebenda) war ein brandenburgischer Staatsmann.

## Leben

### Herkunft und Familie
Die Familie Wesenbeck stammt aus Brabant, ihr Stammhaus Wesenbeck liegt bei Brüssel. Der reformierte bedeutende flämisch Jurist Matthias Wesenbeck (1531–1586) war sein Großvater. Die Eltern waren Anastasius von Wesenbeck (* 1569 in Jena; † in Verden) und Margarethe (von) Schnedermann aus dem Hause Strohm im Stift Bremen.
Wesenbeck vermählte sich in erster Ehe in Berlin mit Magdalena Hübner († 1630 in Küstrin). Ein zweites Mal trat er mit Maria Magdalene von Hardesheim († 1686 zu Bremen) in den Stand der Ehe. Von acht Kindern überlebten den Vater vier Söhne, die sämtlich in Frankfurt an der Oder studierten, sowie eine Tochter.
Er war Erbherr auf den märkischen Gütern Grimnitz und Balkow. Am 5. Mai 1650 wurde ihm auf eigenen Antrag, vom Kaiser, der Adel, den sich schon sein Großvater 1575 konfirmieren ließ, erneut bestätigt.

### Werdegang
Wesenbeck studierte seit 1622 Marburg und Frankfurt an der Oder, dann seit 1624 in Wittenberg und Altdorf, erwarb wohl schließlich 1627 Lizentiat beider Rechte.
Am 10. Juni 1630 wurde er zum Regierungsrat der neumärkischen Regierung in Küstrin ernannt. 1634 erhielt er dazu die Hof-Advokatur mit einer Besoldung von 350 Talern im Jahr. Er wechselte 1639 als Kriegs-, Hof- u. Kammergerichtsrat nach Cölln, begann aber bereits im Folgejahr seine diplomatische Laufbahn.
Vom Sommer 1640 bis Oktober 1641 hatte er die Führung der pommerschen Stimme auf dem Reichstag in Regensburg inne. Von Mai 1643 bis Mai 1645 war er Gesandter auf dem Reichsdeputationstag in Frankfurt am Main. Er war weiterhin seit September 1645 und bis Februar 1649 einer der brandenburgischen Vertreter auf dem Westfälischen Friedenskongress in Münster und Osnabrück, schließlich von April 1649 bis Dezember 1650 ebenfalls Gesandter auf dem Nürnberger Exekutionstag.
Als Der Fähige wurde er bereits 1645 in die Fruchtbringende Gesellschaft aufgenommen. 1651 avancierte er zum Kanzler des Fürstentum Minden und schließlich 1655 bzw. 1658 zum Wirklichen Geheimen Rat.